# Орнуа-ле-Бур (кантон)
Орнуа-ле-Бур  (фр. Hornoy-le-Bourg) — упраздненный кантон во Франции, регион Пикардия, департамент Сомма. Входил в состав округа Амьен.
В состав кантона входили коммуны (население по данным Национального института статистики за 2009 г.):
- Аргель (30 чел.)
- Беллуа-Сен-Леонар (88 чел.)
- Бокам-ле-Вьё (1 438 чел.)
- Бокам-ле-Жён (191 чел.)
- Брокур (97 чел.)
- Виллер-Кампсар (145 чел.)
- Врень-ле-Орнуа (88 чел.)
- Дромениль (98 чел.)
- Лафресгимон-Сен-Мартен (517 чел.)
- Ле-Кен (286 чел.)
- Льоме (392 чел.)
- Мерикур-ан-Вимё (117 чел.)
- Омон (142 чел.)
- Орнуа-ле-Бур (1 661 чел.)
- Сен-Жермен-сюр-Брель (189 чел.)
- Тьеллуа-л'Аббе (313 чел.)

## Экономика
Структура занятости населения:
- сельское хозяйство — 12,7 %
- промышленность — 28,6 %
- строительство — 5,8 %
- торговля, транспорт и сфера услуг — 25,0 %
- государственные и муниципальные службы — 28,0 %

## Политика
На президентских выборах 2012 г. жители кантона отдали в 1-м туре Николя Саркози 26,9 % голосов против 26,2 % у Марин Ле Пен и 24,3 % у Франсуа Олланда, во 2-м туре в кантоне победил Саркози, получивший 50,1 % голосов (2007 г. 1 тур: Саркози — 30,1 %, Сеголен Руаяль — 24,6 %; 2 тур: Саркози — 51,8 %). На выборах в Национальное собрание в 2012 г. по 4-му избирательному округу департамента Сомма они поддержали действующего депутата, кандидата партии Союз за народное движение Алена Жеста, набравшего 33,7 % голосов в 1-м туре и 50,03 % (преимущество в 2 голоса) - во 2-м туре. На региональных выборах 2010 года в 1-м туре победил список социалистов, собравший 27,1 % голосов против 26,7 % у списка «правых». Во 2-м туре «левый список» с участием социалистов и «зелёных» во главе с Президентом регионального совета Пикардии Клодом Жеверком получил 46,2 % голосов, «правый» список во главе с мэром Бове Каролин Кайё занял второе место с 35,2 %, а Национальный фронт с 18,6 % финишировал третьим.
|  | Кандидат     | Партия                  | % голосов |
|  | ------------ | ----------------------- | --------- |
|  | Янник Лефёвр | Новый центр             | 50,15     |
|  | Кристоф Жеро | Социалистическая партия | 49,85     |